# حارة مؤسسة المياه (صنعاء)

تعديل مصدري - تعديل

حارة مؤسسة المياه هي إحدى حارات حي الحصبة الشمالية بمديرية الثورة إحد مديريات العاصمة اليمنية صنعاء، بلغ تعداد سكانها 2501 نسمة حسب تعداد اليمن لعام 2004.